# راندي هوب
راندي هوب هو سياسي كندي، ولد في 1959 في كندا. حزبياً، نشط في الحرب الديمقراطي الجديد لأونتاريو. وقد انتخب عضو برلمان مقاطعة أونتاريو.